# Р228 (автодорога)
Р228 — федеральная автомобильная дорога, начинается в Сызрани, далее идёт через Саратов и заканчивается Волгограде. Протяжённость дороги ~680 км.
До 31 Декабря 2017 Года использовался старый учётный номер - 1Р 228 утверждённный постановлением Правительства РФ от 17.11.2010 г. № 928..
Обслуживанием дороги занимается Росавтодор.

## История
Автодорога «Волгоград-Саратов» на правом берегу Волги начинает строительство в 1950-х. Сдана была в 1968 г.
По данным атласа автомобильных дорог СССР от 1986 г. от Саратова дорога доходила только до Возрождение и обрывалась, а от Сызрани дорога проходила только до границы Самарской области с Ульяновской области. Строительство трассы от Возрождение до Сызрани началось в 90-х годах и закончилось в 2000-х годах.
До 2010 г. автодорога была в плачевном состояниии в Волгоградской области и в Саратовской области.
В июне 2016 г. был отремонтирован мост через р. Балыклейку построенный 1963 г.
В 2017 г. было отремонтировано 41 км автодороги в Саратовской области. В 2018 г. было отремонтировано почти 70 км автодороги.
В течение с 2019 г. до 2024 г. было отремонтировано более 112 км автотрассы в Волгоградской области, Саратовской, Самарской и в Ульяновской области. Отремонтировано 3 моста и отреконструировали Саратвоскую кольцевую автодорогу.

## Проблемы
На трассе существует проблема в виде «арбузных караванов» — едущие медленно большегрузы с перевесом и разбивающие дороги.
Из-за того, что дорога на участке «Волгоград-Саратов» по большей части имеет только 2 полосы по каждую в сторону водителям, которым надо обогнать впереди идущую машину нужно выезжать на полосу встречного движения из-за чего на этом участке высокая вероятность и смертность в ДТП.

## Маршрут
| Самарская область   |
| Ульяновская область |

| Ульяновская область |
| Саратовская область |

| Саратовская область   |
| Волгоградская область |